# Raebareli (Distrikt)
Der Distrikt Raebareli (Hindi: रायबरेली जिला, Urdu رائے بریلی ضلع), auch Rae Bareli, ist ein Distrikt des indischen Bundesstaats Uttar Pradesh. Verwaltungszentrum ist die namensgebende Stadt Raebareli.

## Geografie
Der Distrikt Raebareli liegt in der Region Awadh (Oudh) in Zentral-Uttar-Pradesh und gehört zur Division Lucknow. Nachbardistrikte sind Barabanki im Norden, Amethi im Osten, Pratapgarh im Südosten, Fatehpur im Süden, Unnao im Westen und Lucknow im Nordwesten.
Vor der Abspaltung des Distrikts Amethi im Jahr 2010 hatte der Distrikt Raebareli eine Fläche von 4609 km². Das Gebiet gehört zur flachen und intensiv landwirtschaftlich genutzten Gangesebene. Im Süden bildet der Ganges, der größte Strom Indiens, die Grenze des Distrikts. Außerdem wird der Distrikt vom Sai, einem Nebenfluss der Gomti, durchflossen.
Der Distrikt Raebareli ist in die fünf Tehsils Maharajganj, Raebareli, Lalganj, Dalmau, Unchahar und unterteilt. Die beiden Tehsils Salon und Tilo kamen 2010 zum Distrikt Amethi.

## Geschichte
Der Distrikt Raebareli wurde von den Briten geschaffen, nachdem sie als Folge des Indischen Aufstands von 1857 den Fürstenstaat Oudh, zu dem das Gebiet zuvor gehört hatte, annektiert hatten. 1902 wurde Oudh zu einem Teil der United Provinces, aus denen nach der indischen Unabhängigkeit 1947 der Bundesstaat Uttar Pradesh hervorging. Im Jahr 2010 wurde aus Teilen der Distrikte Raebareli und Sultanpur der neue Distrikt Amethi (ursprünglich unter dem Namen Chhatrapati Shahuji Maharaj Nagar) gebildet.
Am 1. November 2017 kamen bei einer Explosion im Kohlekraftwerk Unchahar (Feroze Gandhi Unchahar Thermal Power Station) über 30 Personen ums Leben, weitere 100 wurden verletzt. Sie arbeiteten mit ca. 200 Personen auf dem Gelände der National Thermal Power Corporation (NTPC, ein nationaler Kraftwerksbetreiber) an einem im April neu eingeweihten 500 MW-Kraftwerksteil. Dabei handelt es sich nach der Opfer-Zahl um das schwerste Unglück in einem Industriebetrieb seit dem Großbrand eines Öltanks in Jaipur im Jahr 2009.

## Politik
Der Distrikt Raebareli ist politisch Interessierten indienweit bekannt, da hier einer der beiden Wahlkreise liegt, in denen traditionell Angehörige der Nehru-Gandhi-Politikerfamilie bei Wahlen kandidieren (der andere Wahlkreis ist Amethi im Nachbarbezirk). Diese Tradition begann mit Feroze Gandhi, der in Raebareli bei der Wahl 1957 gewählt wurde, und setzte sich mit Indira Gandhi (gewählt 1967, 1971 und 1980), Arun Kumar Nehru (gewählt 1984), sowie Sonia Gandhi (gewählt 2004, 2009, 2014 und 2019) fort.

## Bevölkerung
Nach der Volkszählung 2011 hat der Distrikt Raebareli nach dem alten Gebietsstand 3.405.559 Einwohner (alle nachfolgenden Angaben beziehen sich auf das ehemalige Distriktgebiet inklusive der heute zum Distrikt Amethi gehörigen Gebiete). Zwischen 2001 und 2011 wuchs die Einwohnerzahl um 19 Prozent. Die Bevölkerungsdichte liegt mit 739 Einwohnern pro km² etwas unter dem Durchschnitt Uttar Pradeshs (829 Einwohner pro km²). Dabei ist der Distrikt stark ländlich geprägt: Nur neun Prozent der Einwohner lebten 2011 in Städten (des Mittelwert des Bundesstaates betrug 22 Prozent). Die Alphabetisierungsquote lag mit 67 Prozent nahe am Durchschnitt Uttar Pradeshs (68 Prozent).
Unter den Einwohnern des Distrikts stellen Hindus nach der Volkszählung 2001 mit 88 Prozent die Mehrheit. Daneben gibt es eine muslimische Minderheit von 12 Prozent.

## Städte
Die folgende Liste schließt auch diejenigen Städte mit ein, die seit 2010 zum Distrikt Amethi gehören:
| Stadt       | Einwohner (2001) |
| ----------- | ---------------- |
| Bachhrawan  | 11.879           |
| Dalmau      | 8.968            |
| Jais        | 24.366           |
| Lalganj     | 21.135           |
| Maharajganj | 6.027            |
| Parsadepur  | 9.614            |
| Raebareli   | 169.285          |
| Salon       | 13.166           |
| Unchahar    | 9.305            |